# Erythrotrichiaceae
Famille
Les Erythrotrichiaceae sont une famille d’algues rouges de l’ordre des Erythropeltidales. 

## Étymologie
Le nom vient du genre type Erythrotrichia dérivé du grec  ἐρυθρός / erythrós, rouge, et θριξ / thrix, cheveu, littéralement « cheveu rouge ».

## Liste des genres
Selon AlgaeBase (26 juillet 2013) :
- Chlidophyllon W.A.Nelson
- Erythrocladia Rosenvinge
- Erythropeltis F.Schmitz
- Erythrotrichia Areschoug
- Membranella Hollenberg & I.A.Abbott
- Porphyropsis Rosenvinge
- Porphyrostromium Trevisan (de Saint-Léon)
- Pyrophyllon W.A.Nelson
- Sahlingia Kornmann
- Smithora Hollenberg

Selon NCBI (26 juillet 2013) :
- Chlidophyllon
  - Chlidophyllon kaspar
- Erythrocladia
  - Erythrocladia irregularis
- Erythrotrichia
  - Erythrotrichia carnea
  - Erythrotrichia foliiformis
  - Erythrotrichia welwitschii
- Madagascaria
  - Madagascaria erythrocladioides
- Porphyropsis
  - Porphyropsis coccinea
- Porphyrostromium
  - Porphyrostromium boryanum
  - Porphyrostromium ciliare
  - Porphyrostromium japonicum
  - Porphyrostromium ligulatum
  - Porphyrostromium pulvinatum
- Pseudoerythrocladia
  - Pseudoerythrocladia kornmannii
- Pyrophyllon
  - Pyrophyllon cameronii
  - Pyrophyllon subtumens
- Sahlingia
  - Sahlingia subintegra

Selon World Register of Marine Species (26 juillet 2013) :
- Chlidophyllon W.A.Nelson, 2003
- Erythrocladia Rosenvinge, 1909
- Erythropeltis F.Schmitz, 1896
- Erythrotrichia Areschoug, 1850
- Porphyropsis Rosenvinge, 1909
- Porphyrostromium Trevisan (de Saint-Léon), 1848
- Pyrophyllon W.A.Nelson, 2003
- Sahlingia Kornmann, 1989
- Smithora Hollenberg, 1959
- Ceramicola Ørsted, 1844